# Automeris brasiliensis
Automeris brasiliensis är en fjärilsart som beskrevs av Jean Baptiste Boisduval 1875. Automeris brasiliensis ingår i släktet Automeris och familjen påfågelsspinnare. Inga underarter finns listade i Catalogue of Life.